# 죽왕면
죽왕면(竹旺面)은 대한민국 강원특별자치도 고성군의 면이다.

## 연혁
- 1914년 : 강원도 간성군 죽왕면
- 1919년 :간성군을 고성군으로 개칭하며 토성면과 함께 양양군에 편입
- 1953년 : 대한민국 관할이 됨
- 1954년 :공식 수복
- 1963년 1월 1일 양양군 토성면과 함께 양양군에서 고성군 (남)으로 환원.[1] (6면)

## 행정 구역
| 법정리   | 한자명   | 행정리               | 비고            |
| -------- | -------- | -------------------- | --------------- |
| 오호리   | 五湖里   | 오호1리, 오호2리     | 면사무소 소재지 |
| 가진리   | 加津里   | 가진리               |                 |
| 공현진리 | 公峴津里 | 공현진1리, 공현진2리 |                 |
| 구성리   | 九城里   | 구성리               |                 |
| 마좌리   | 麻佐里   | -                    | 거주 인구 없음  |
| 문암진리 | 文巖津里 | 문암진1리, 문암진2리 |                 |
| 삼포리   | 三浦里   | 삼포1리, 삼포2리     |                 |
| 송암리   | 松巖里   | 송암리               |                 |
| 야촌리   | 野村里   | 야촌리               |                 |
| 오봉리   | 五峰里   | 오봉1리, 오봉2리     |                 |
| 인정리   | 仁亭里   | 인정1리, 인정2리     |                 |
| 향목리   | 香木里   | 향목리               |                 |

## 관광
- 고성 문암리 유적 (대한민국 사적 제426호)
- 삼포해변
- 봉수대해변
- 가진해변
- 송지호해변
- 백도해변
- 자작도 문암해변
- 공현진1리해변
- 공현진2리해변
- 가진해변
- 송지호
- 송지호철새관망타워
- 삼포2리해변
- 설악썬밸리리조트 (골프)

## 교통
- 오호항
- 가진항
- 공현진항